# Darbepoetyna alfa
Darbepoetyna alfa (łac. darbepoetinum alfa) – hormon peptydowy, zmodyfikowana ludzka erytropoetyna, lek stymulujący różne etapy erytropoezy. 

## Mechanizm działania
Darbepoetyna alfa jest zmodyfikowaną w pięciu miejscach metodami inżynierii genetycznej ludzką erytropoetyną (L-asparagina w 30 pozycji, L-treonina w 32 pozycji, L-wanilina w 87 pozycji, L-asparagina w 88 pozycji, L-treonina w 90 pozycji). Modyfikacja cząsteczki, poprzez wprowadzenie dwóch dodatkowych reszt sjalowych, na bardziej glikozylowaną przedłuża okres półtrwania. Mechanizm działania darbepoetyny alfa jest identyczny jak erytropoetyny, ponieważ wiąże się z tym samym receptorem. U pacjentów z niewydolnością nerek jej pozytywny wpływ biologiczny jest związany z niedoborem erytropoetyny. Natomiast u pacjentów z chorobą nowotworową problem polega zarówno na niedoborze erytropoetyny jak i zmniejszonej wrażliwości na endogenną erytropoetynę.

## Zastosowanie

### Unia Europejska
- objawowa niedokrwistość związana z przewlekłą niewydolnością nerek u osób dorosłych i dzieci[2]
- objawowa niedokrwistość u dorosłych pacjentów otrzymujących chemioterapię z powodu choroby nowotworowej (z wyjątkiem nowotworów złośliwych pochodzenia szpikowego)[2]

### Stany Zjednoczone
- leczenie noworozpoznanego szpiczaka mnogiego w połączeniu z bortezomibem, melfalanem oraz prednizonem w przypadku braku możliwości przeprowadzenia autologicznego przeszczepienia szpiku kostnego[3]
- leczenie szpiczaka mnogiego w połączeniu z lenalidomidem i deksametazonem lub bortezomibem i deksametazonem u pacjentów po leczeniu co najmniej jednym schematem leczniczym[3]
- leczenie szpiczaka mnogiego w monoterapii u pacjentów po leczeniu co najmniej trzema schematami leczniczymi w których skład wchodziły inhibitor proteasomów oraz lek immunomodulujący lub też po dwóch nawrotach po leczeniu inhibitorem proteasomów oraz lekiem immunomodulującym[3]

Darbepoetyna alfa znajduje się na wzorcowej liście podstawowych leków Światowej Organizacji Zdrowia (WHO Model Lists of Essential Medicines) (2019).
Darbepoetyna alfa jest dopuszczona do obrotu w Polsce (2020).

## Działania niepożądane
Darbepoetyna alfa może powodować następujące działania niepożądane u ponad 1% pacjentów: nadwrażliwość, udar mózgu, nadciśnienie tętnicze, wysypka, rumień oraz ból w miejscu wstrzyknięcia. 

## Dawkowanie
Darbepoetyna alfa jest podawana dożylnie lub podskórnie jeden raz w tygodniu.